# Edat d'or del programari espanyol
Es coneix per edat d'or del programari espanyol l'època situada aproximadament entre 1983 i 1992, durant la qual a Espanya es va desenvolupar una gran quantitat de programari d'entreteniment (videojocs) per a màquines de 8 bits, sobretot per a Spectrum, i en quedar la tecnologia obsoleta, en produir-se el salt als 16 bits va desencadenar la dissolució progressiva de les companyies desenvolupadores a començaments dels 90. Van ser responsables d'aquest èxit empreses com Dinamic, Topo Soft, Made in Spain/Zigurat o Ópera Soft, entre d'altres.

## Història

### Començaments (1983-1985)
L'any 1983, van començar a arribar a Espanya els primers ordinadors personals domèstics, tots pertanyents a la família de 8 bits. ZX Spectrum i Amstrad CPC van ser els que van copar el mercat, seguits per MSX i Commodore 64 entre d'altres. Eren màquines senzilles, amb pocs recursos i, per tant, relativament fàcils d'utilitzar, la qual cosa va permetre que joves programadors de tota la geografia espanyola comencessin a experimentar amb elles.
L'edat d'or del programari espanyol s'inaugura oficialment amb el llançament per part de Made in Spain de La Pulga, el primer videojoc espanyol en aconseguir una massiva distribució internacional, que va ser conegut al Regne Unit com Roland in the caves o Poogaboo. Poc després, amb Fred van aconseguir un altre èxit internacional, i la companyia Made in Spain va canviar-se el nom pel de Zigurat.
Mentrestant, Dinamic Multimedia va donar els seus primers passos, quan van llançar per a Spectrum Yenght, una aventura conversacional. I en el camp de la distribució, va néixer Erbe Software, la principal distribuïdora espanyola durant més de deu anys, que al principi van tractar de llançar-se també com a productora dels seus propis títols, encara que en aquest camp va durar poc temps.

### Zenit (1985-1989)
El 1985, amb el naixement de les revistes MicroHobby i Micromanía, el sector dels videojocs va començar a guanyar una massiva popularitat comercial, naixent la resta de companyies importants de l'època, Ópera Soft en 1986, i Topo Soft el 1987. La primera es va estrenar amb Livingstone Supongo, i la segona oficialment amb Spirits, després de programar per a Erbe Mapgame i Las tres luces de Glaurung.
La nounada Zigurat va tenir els seus dos majors èxits en els títols Sir Fred i El Misterio del Nilo, aquest últim una versió no oficial de la pel·lícula La Joia del Nil, que va provocar problemes a nivell internacional, per la semblança d'un dels protagonistes del joc amb l'actor Michael Douglas, el que va obligar a canviar el gràfic d'aquest personatge en les versions internacionals.
Dinamic va tenir els seus primers grans èxits amb la trilogia de Johny Jones, composta per Saimazoom, Babaliba i sobre tot Abu Simbel Profanation. Després, llançarien una altra trilogia, composta per Army Moves, Navy Moves i més endavant Arctic Moves. I a poc a poc va començar la moda d'utilitzar els noms dels principals esportistes espanyols per al llançament de títols, inaugurada per Dinamic amb Fernando Martín Basket Master, sent imitada per altres companyies amb títols amb els rostres d'Ángel Nieto, Carlos Sainz, Poli Díaz (Poli Díaz Boxeo, d'Ópera Soft), Emilio Butragueño i d'altres.
D'altra banda, Opera Soft va llançar títols com Goody, Sol Negro, Cosa Nostra i sobretot La abadía del crimen, basat en la novel·la El nom de la rosa d'Umberto Eco, i considerat un dels millors títols d'aquesta l'edat d'or del programari espanyol. Per la seva part, Topo Soft, que va ser l'última en néixer, es va col·locar ràpidament entre les companyies capdavanteres amb títols com Mad Mix Game, la seua continuació Mad Mix 2, i Survivor entre d'altres.
Mentrestant, Dinamic llançava una versió en aventura conversacional de Don Quixot, i poc després es va separar de Dinamic una secció dedicada exclusivament a les aventures conversacionals anomenada Aventuras AD, que va llançar títols com El Jabato entre d'altres.

### Decadència (1989-1992)
A finals dels vuitanta, van començar a despuntar a poc a poc els nous models de 16 bits, fonamentalment Commodore Amiga, Atari ST i a poc a poc el PC, i així mateix van començar a arribar a Espanya les videoconsoles com NES i Mega Drive, i encara que les companyies espanyoles van fer tímids intents per adaptar-se, mai no van arribar a donar el salt als 16 bits, i van seguir concentrades en el ja decadent mercat dels 8 bits, que, pràcticament extingit a Europa, encara mantenia l'estrebada a Espanya, gràcies principalment a la mesura d'Erbe Software, principal distribuïdora espanyola, de baixar els preus dels videojocs a 895 pessetes (5,38 euros) per intentar combatre la pirateria.
En aquesta època, tanmateix, les companyies espanyoles van començar a tenir seriosos problemes financers, i una després de l'altra van anar llançant els seus últims títols. Els fundadors de Topo van abandonar la companyia el 1989 per fundar Animagic, el principal títol del qual va ser Mortadelo y Filemón II, basat en els personatges de Francisco Ibáñez Mortadel·lo i Filemó. Naixent en una mala època, no van tenir gaire continuïtat. Per la seua part, Topo va llançar títols com Lorna, Viaje al centro de la Tierra i sobretot Gremlins 2, sent la primera vegada que una companyia espanyola aconseguia una llicència exclusiva per a tot Europa d'una pel·lícula de Hollywood. El 1991, conscients ja de la importància dels 16 bits, intenten donar el salt amb el projecte de crear un entorn gràfic per a MS-DOS, però el projecte no té èxit i Topo tanca en fallida el 1992.
Opera Soft, per la seva part, després de llançar títols com Gonzalezzz, Mot i Angel Nieto Pole 500, inicia la seua decadència com la resta de companyies. En les seves últimes cuades va llançar títols com La Colmena i un dedicat a Barcelona 92, per desaparèixer poc després. Alguns dels seus components, com Gonzalo Suárez, acabarien integrant anys després Pyro Studios i llançant títols com Commandos entre d'altres.
Aventuras AD, paradoxalment va tenir la seua època més prolífica en aquesta etapa de decadència, llançant la gran majoria dels seus títols en aquest període, fonamentalment la trilogia composta per Cozumel, Los Templos Sagrados i Chichén Itzá, sent a més pioners en crear un antecedent de les aventures gràfiques amb La aventura espacial, una aventura conversacional controlada mitjançant menús. Tanmateix, les vendes no van aguantar l'estrebada, i Aventuras AD va acabar desapareixent com la resta.
Zigurat i Dinamic van ser les úniques companyies que van sobreviure d'aquest període, si bé van haver de reconvertir-se i abandonar l'activitat anterior. Zigurat, quan el mercat de 8 bits es va extingir, es va llançar al desenvolupament de títols per a màquines recreatives, on es va mantenir durant molts anys. Dinamic Software, per la seva part, després de llançar After The War per a 8 bits, i Risky Woods per a 16 bits, es va reconvertir en Dinamic Multimedia tenint a la saga PC Futbol la seua major font d'èxits durant els noranta. Tanmateix, la fallida de la bombolla punt com a començaments dels dosmil, va acabar amb Dinamic Multimedia el 2001, no sense que abans els fundadors originals de Dinamic abandonaren la companyia el 1999 i fundaren FX Interactive, que segueix en actiu avui en dia.